# Indah Dewi Pertiwi
Indah Dewi Pertiwi (nacida el 30 de enero de 1991) es una cantante indonesia. Se hizo famosa mientras interpretaba un tema musical que fu un gran éxito titulado "Baru Aku Tahu Cinta Itu Apa". Su carrera en el mundo de la música, se inició a partir desde 2010. Su primer álbum titulado "Hypnotize Hipnotis", ha vendido más de 2 millones de copias.

## Su trabajo en fotonovela
Antes de convertirse en una cantante profesional en 2007, Indah Dewi Pertiwi ha sido modelo de la revista "Bikini", en lo cual utilizó un seudónimo como "Nell", en la que ha sido reconocida.

## Discografía

### Álbumness
- Hipnotis (2010)
- Senandung Ramadhan (2010)
- Hipnotis, Entertainment Edition (2010)
- Teman Ter-Indah (2012)

### Singles
- Aku Tak Berdaya (2011)

## Premios
- Dahsyatnya Awards 2012: Penyanyi Solo Wanita Terdahsyat
- Museum Rekor Dunia Indonesia (MURI): Sales of the largest and fastest CD album, see-through 2 million copies in 18 months.[1]